# Fesselgelenk

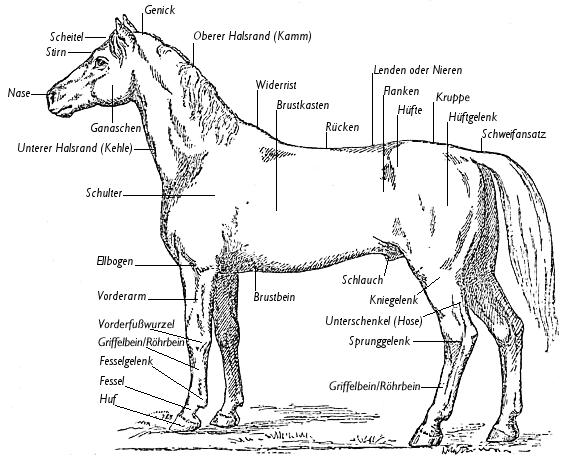
Anatomie eines Hengstes

Das Fesselgelenk verbindet das Röhrbein mit dem Fesselbein bei Pferden und bei Paarhufern. Das Gelenk wird auch als Fessel oder Fesselkopf bezeichnet. Es entspricht dem Fingergrundgelenk des Mittelfingers beziehungsweise dem Zehengrundgelenk.